# ۱۸۲۴ (میلادی)
۱۸۲۴ (میلادی) هزار و هشتصد و بیست و چهارمین سال تقویم میلادی است.

## رویدادها
- ۷ مه – نخستین اجرای سمفونی شماره ۹ (کُرال)، اثر لودویگ فان بتهوون، در شهر وین

## زادگان
- ۸ ژانویه – ویلکی کالینز، نویسنده بریتانیایی (د. ۱۸۸۹)
- ۷ فوریه – ویلیام هاگینز، ستاره‌شناس و فیزیک‌دان بریتانیایی (د. ۱۹۱۰)
- ۹ مارس – لیلند استنفورد، سیاستمدار آمریکایی (د. ۱۸۹۳)
- ۱۲ مارس – گوستاو کیرشهف، فیزیک‌دان و شیمی‌دان آلمانی (د. ۱۸۸۷)
- ۱۶ مه – لیوای مورتون، سیاستمدار و دیپلمات آمریکایی (د. ۱۹۲۰)
- ۲۶ ژوئن – ویلیام تامسون، فیزیک‌دان بریتانیایی (د. ۱۹۰۷)
- ۱۴ فوریه – وینفیلد اسکات هنکاک، افسر آمریکایی (د. ۱۸۸۶)
- ۲۳ مه – امبروز برن‌ساید، افسر و سیاستمدار آمریکایی (د. ۱۸۸۱)

## درگذشتگان
- ۱۹ آوریل – لرد بایرون، شاعر و نویسنده بریتانیایی (ز. ۱۷۸۸)
- ۱۹ ژوئیه – اگوستین د ایتروبیده، سیاستمدار مکزیکی (ز. ۱۷۸۳)
- ۲۶ ژانویه – تئودور ژریکو، نقاش فرانسوی (ز. ۱۷۹۱)